# Elektrėnai
Elektrėnai egy város Litvániában. Az ország két legnagyobb városa, Vilnius és Kaunas között található.

## Története
Elektrėnai Litvánia egyik legújabb városa, amelyet a szovjet megszállás idején, az 1960-as évek elején alapítottak a közelben található erőmű dolgozói számára lakóhelyként. A település az 1980-as években és az 1990-es évek elején tovább bővült, hogy otthont biztosítson a szomszédos Kruonis Erőmű építőinek és munkásainak. Elektrėnai épületeinek többsége a szovjet időszakban épült nagy panelházakból áll, és a városban nem találhatók történelmi építmények.

## Sport
Elektrėnai híres jégkoronghagyományairól. Hosszú ideig ez volt az egyetlen litván város, amely jól felszerelt jégkorongpályával rendelkezett. Két, a NHL-ben játszó játékos, Darius Kasparaitis és Dainius Zubrus is Elektrėnaiban született. A helyi jégkorongcsapat neve Energija. A város lakói jelentős arányban képviseltetik magukat a litván nemzeti jégkorong-válogatottban.

## Galéria

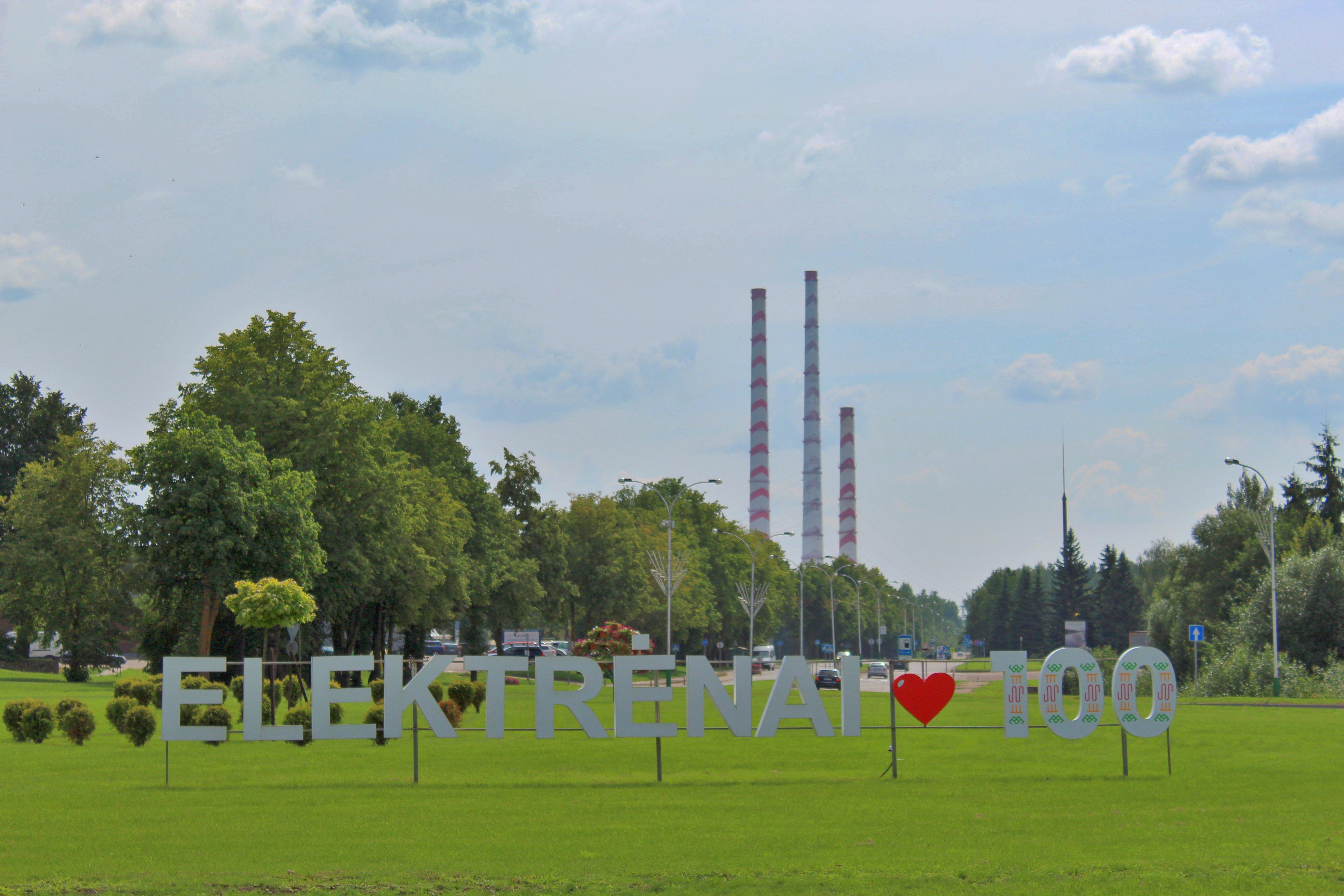
Elektrėnai bejárata az autópályáról
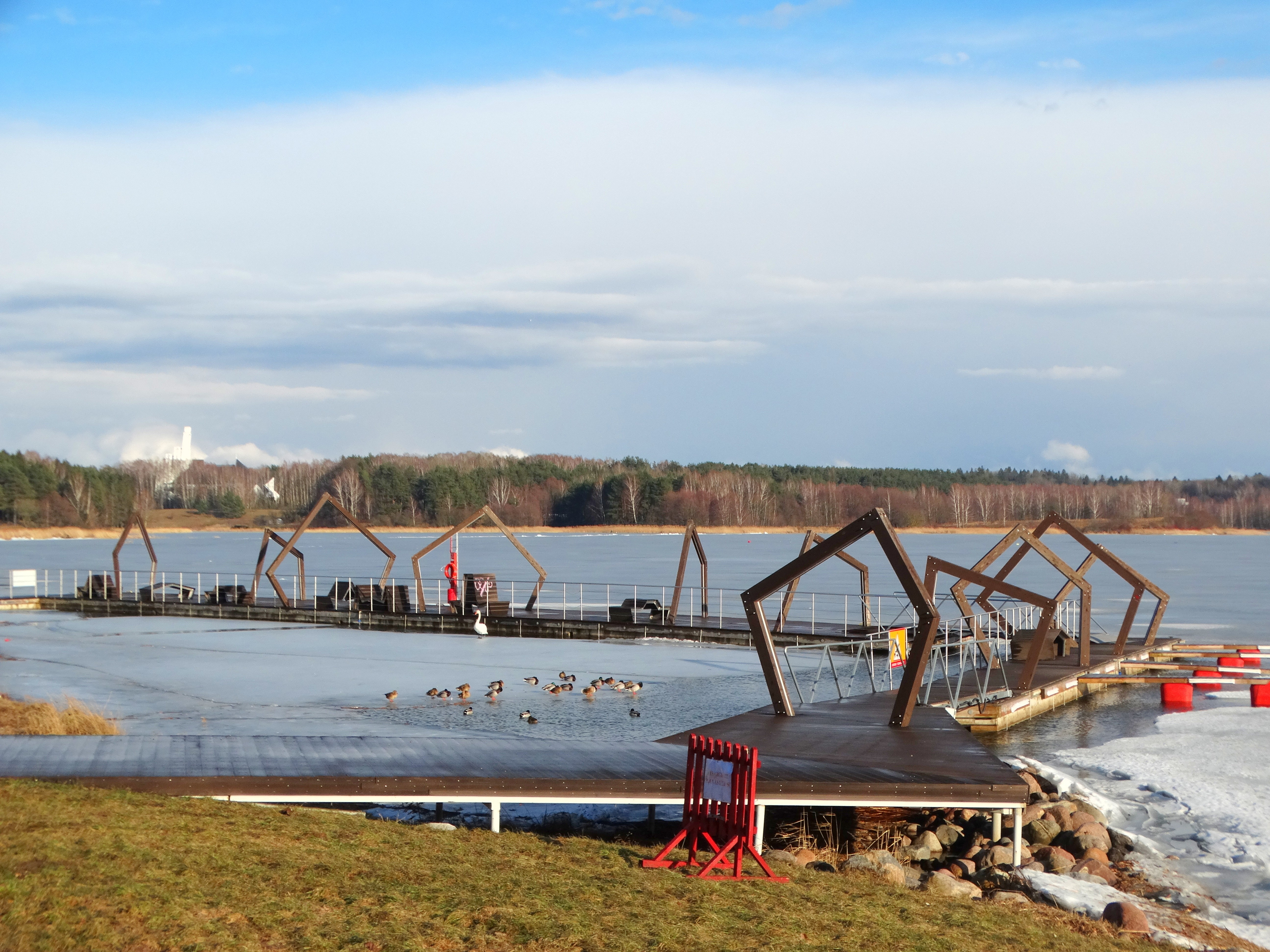
Elektrėnai mólóhíd
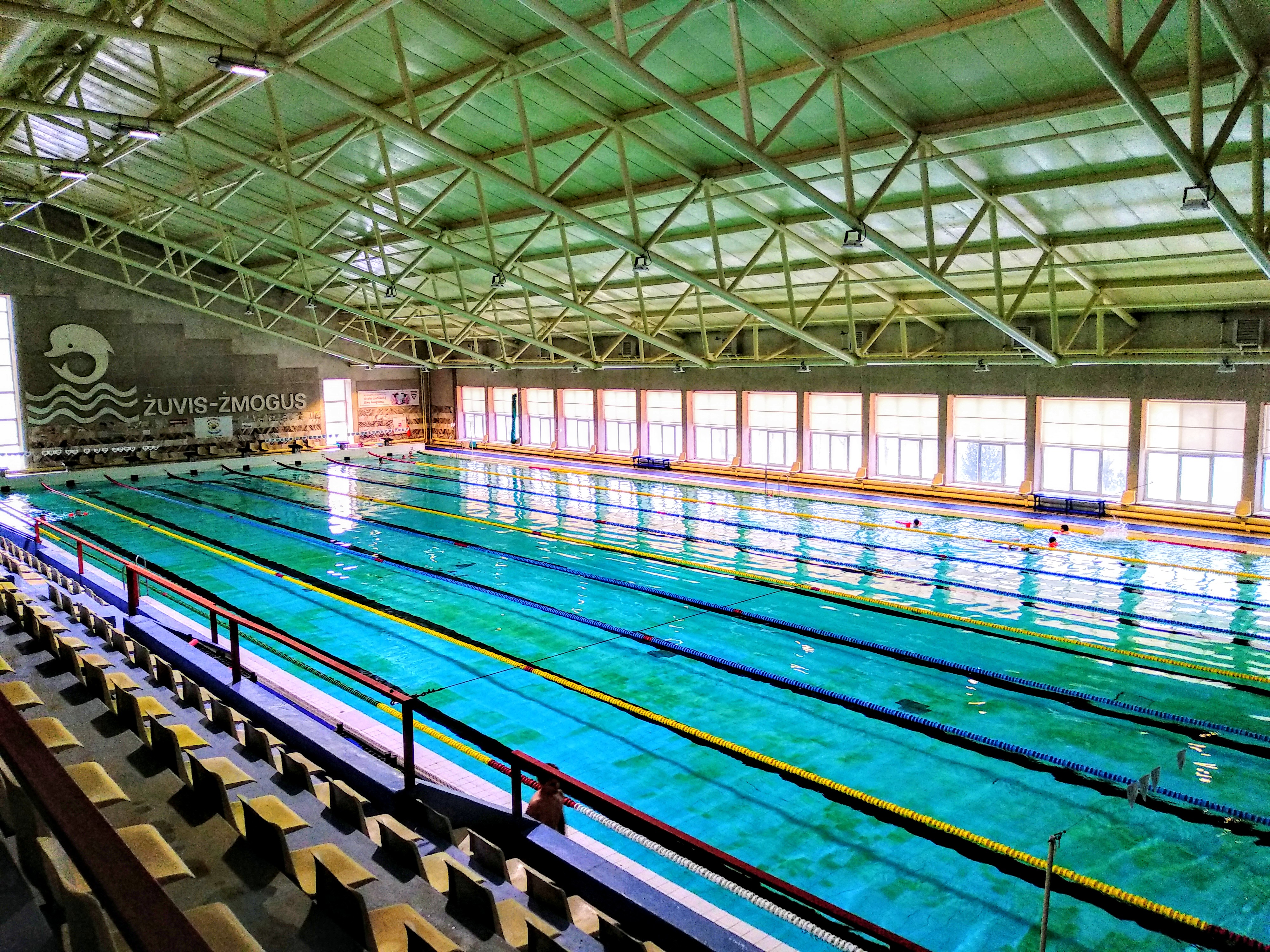
Uszoda
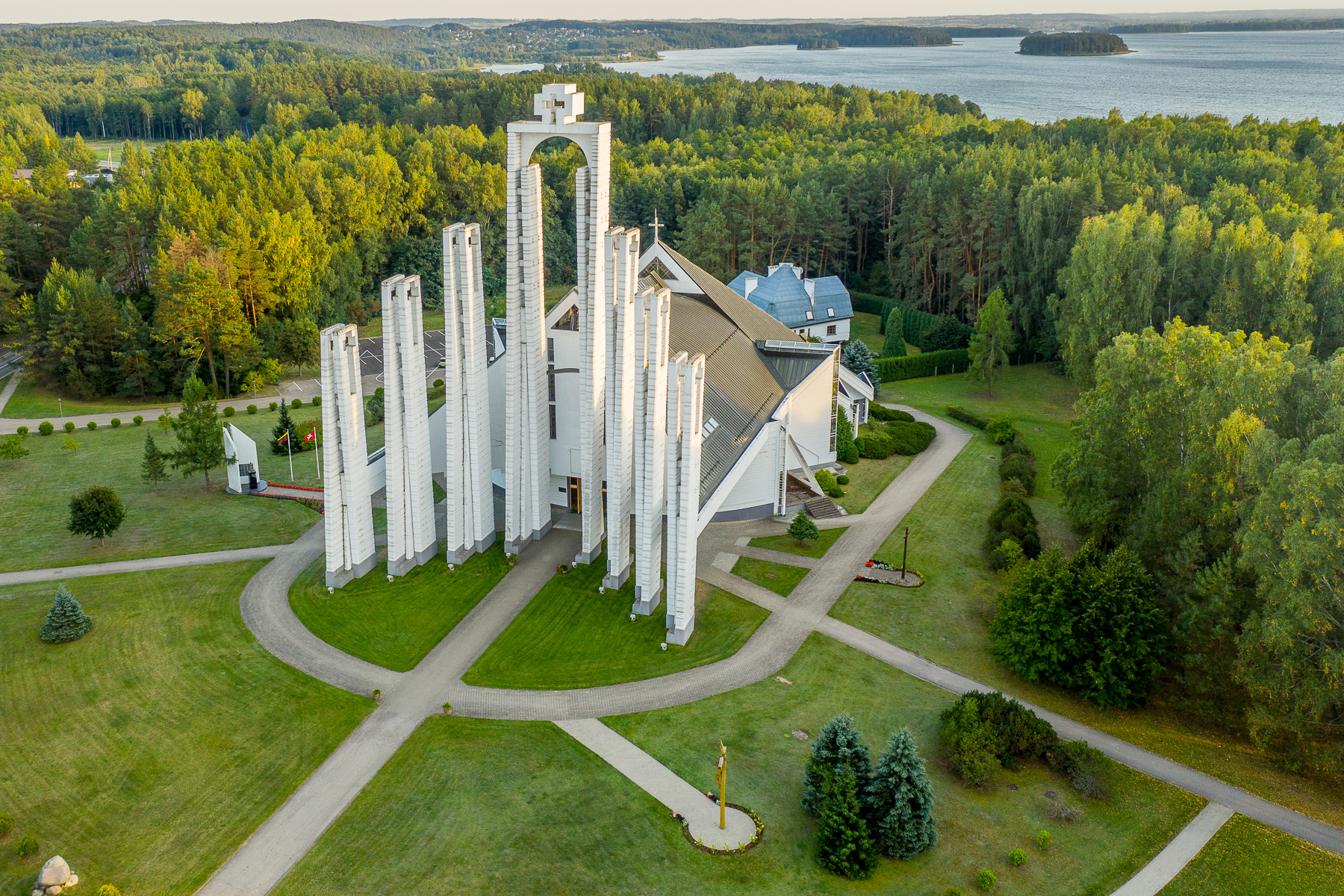
Elektrėnai Szűz Mária Vértanúk Királynője temploma
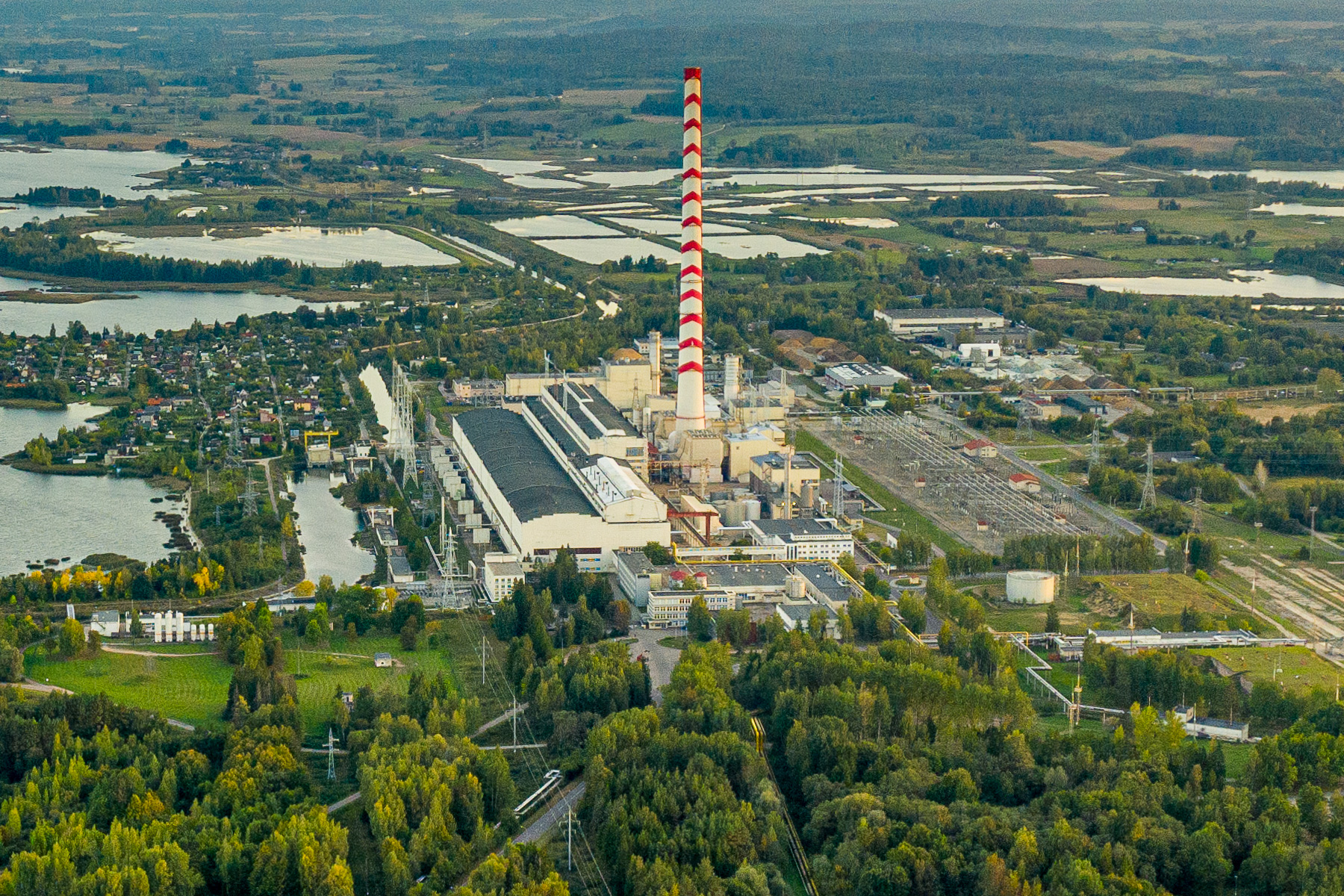
Elektrėnai Erőmű 2023-ban
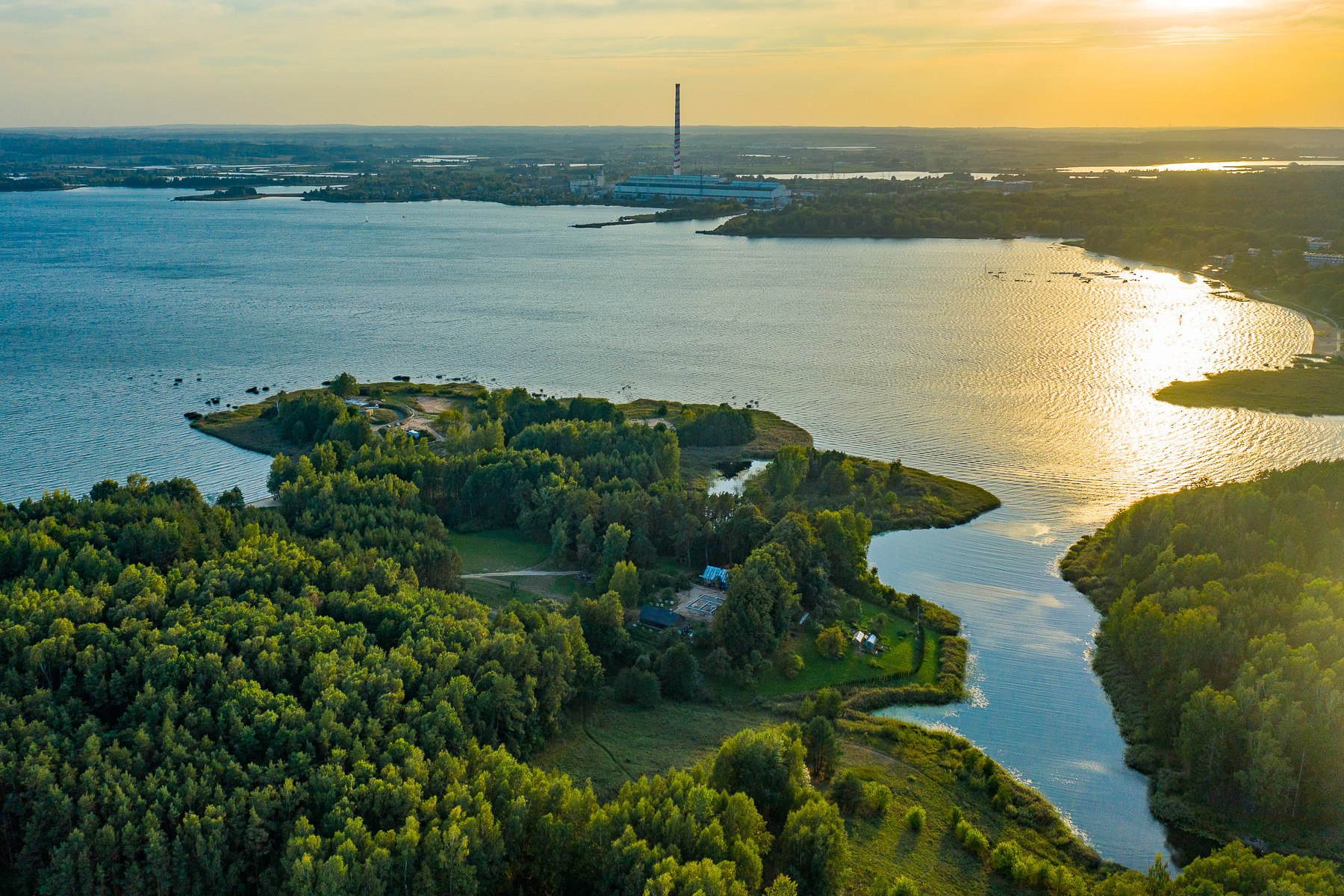
Az Elektrėnai-víztározó és az Erőmű
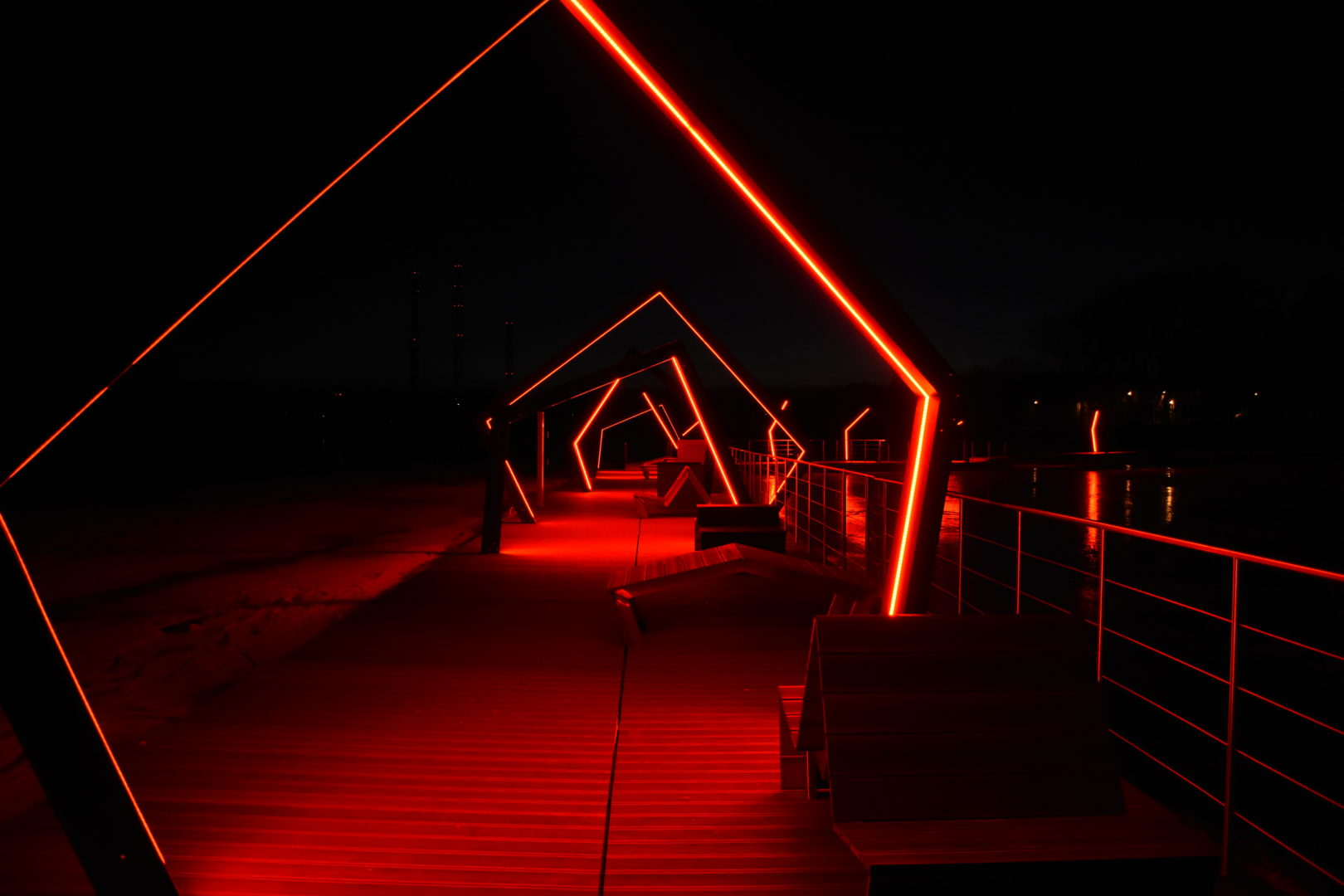
Elektrėnai mólóhíd éjjel
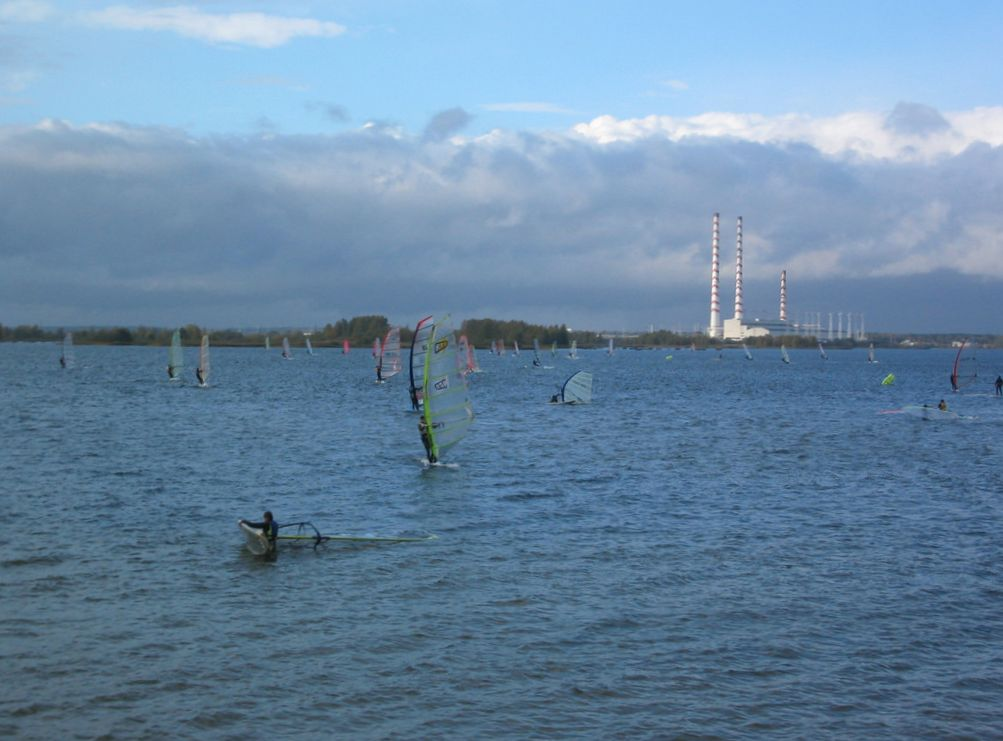
Szörfözés az Elektrėnai-víztározóban

## Külső linkek
- Elektrėnai városa – Történelem Archiválva 2022. október 4-i dátummal a Wayback Machine-ben.
- Virtuális túra Elektrėnaiban